# بيتينا فريمان
بيتينا فريمان (بالإنجليزية: Bettina Freeman)‏ هي مغنية أوبرا ومغنية أمريكية، (ولدت في بوسطن في الولايات المتحدة 1889  م).